# Звлеча
Звлеча (пол. Zwlecza) — село в Польщі, у гміні Сецемін Влощовського повіту Свентокшиського воєводства.
Населення — 76 осіб (2011).
У 1975-1998 роках село належало до Ченстоховського воєводства.

## Демографія
Демографічна структура на день 31 березня 2011 року:
|          | Загалом | Допрацездатний вік | Працездатний вік | Постпрацездатний вік |
| -------- | ------- | ------------------ | ---------------- | -------------------- |
| Чоловіки | 38      | 3                  | 31               | 4                    |
| Жінки    | 38      | 8                  | 21               | 9                    |
| Разом    | 76      | 11                 | 52               | 13                   |